# Ledebourský palác
Ledebourský palác (někdy i Ledeburský, a do roku 1852 nazývaný Trautmannsdorfský) je barokní palác, který se nachází na Valdštejnském náměstí 162/3 v Praze na Malé Straně. Je chráněn jako kulturní památka České republiky. Na palác navazuje terasová Ledeburská zahrada stoupající až ke zdi zahrad Pražského hradu.

## Historie

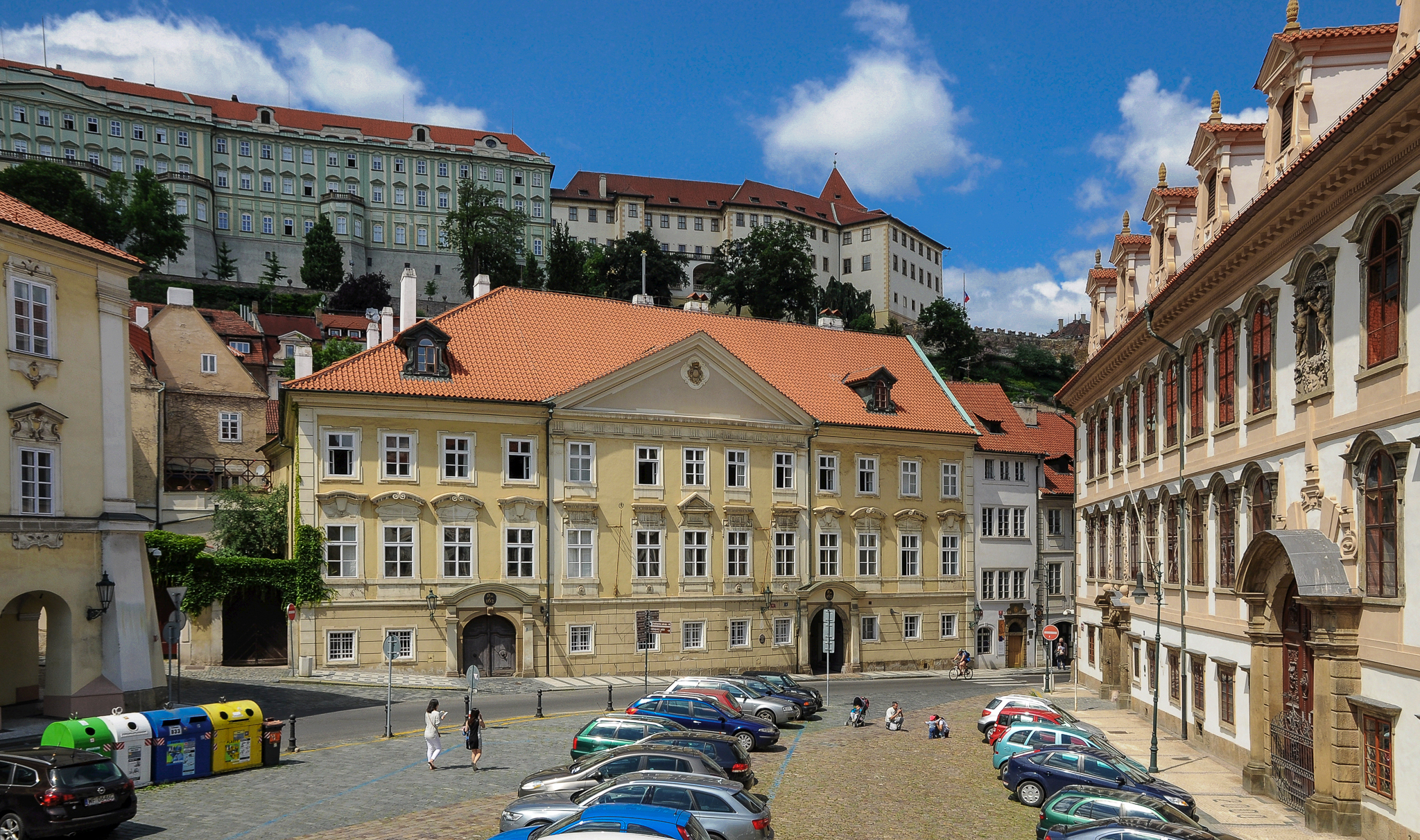
Ledebourský palác

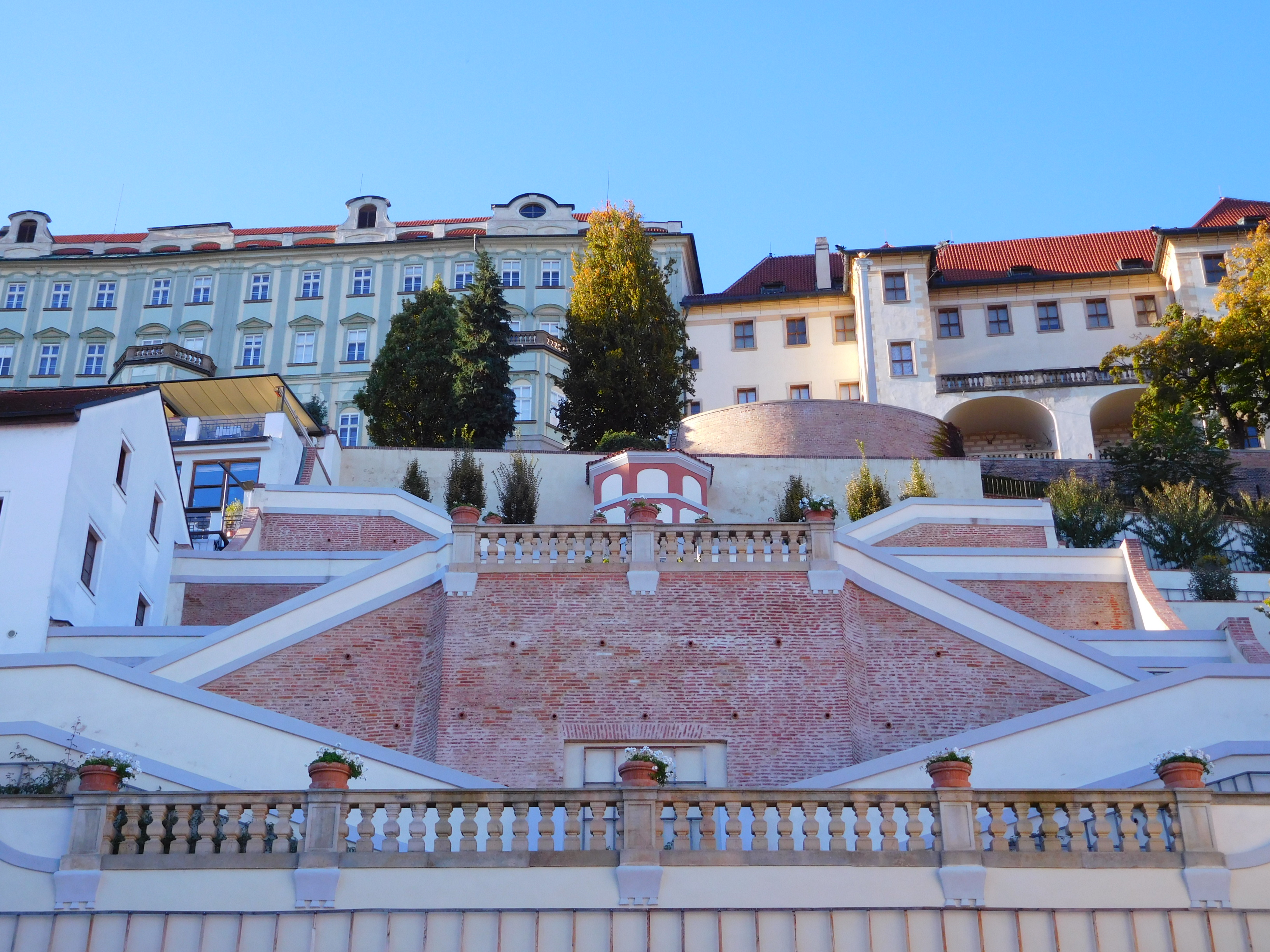
Terasové schodiště Ledeburské zahrady, podhled zdola směrem k Opyši s Pražským hradem

V místech dnešního paláce nejspíš stávalo pět středověkých domů, které byly slučovány v souvislosti s postupným skupováním parcel a hlavně s požárem v roce 1541, který poničil velkou část Malé Strany. 
Nejvýraznější z původních budov byla v pravé polovině nynější parcely a zachoval se z ní mramorový portál vjezdu s datací 1588. Konečné sloučení zřejmě zařídil Ondřej Hanibal z Eckersdorfu, který domy zakoupil v roce 1601. V roce 1665 parcelu koupil Jan Václav Novohradský z Kolovrat (1638–1690), který palác nechal přestavět raně barokně. Stalo se tak v letech 1665–1669 podle projektu Giovanniho Domenica Orsiho.
V letech 1697–1727 patřil palác Trautmannsdorfům, kteří nechali upravit zejména zahradu, protože svah za domem nebyl do té doby využitý. Je možné, že tehdy vznikla i sala terrena v parteru zahrady (její vybudování ale není doloženo, někdy se přisuzuje Janu Santini-Aichelovi, jindy Giovanni Battistovi Alliprandimu nebo Františku Maxmiliánovi Kaňkovi).
Po roce 1801 připojil poslední části paláce na západní straně Josef Krakovský z Kolovrat, který ho nechal přestavět podle projektu Ignáce J. N. Palliardiho. V roce 1852 koupil palác hrabě Adolf Ledebour a interiér upravil architekt Jan Maximilián Heger v novobarokním stylu.
Po roce 1945 zde sídlilo ministerstvo informací. Od roku 1990 zde sídlí Národní památkový ústav.

## Popis
Díky konstrukcím původních gotických domů renesančně a barokně upravovaných je půdorys paláce velmi členitý, se dvěma dvory. Reprezentativní dvoupatrové průčelí do Valdštejnského náměstí je třináctiosé, raně klasicistní, s barokním dekorem. Pětiosý středový rizalit vrcholí trojúhelníkovým štítem, po obou stranách rizalitu jsou vstupní portály dvou průjezdů.
Mezi oběma dvory vybíhá z hlavní budovy k severu zahradní křídlo, na které navazuje parter zahrady se salou terrenou.